# Castelo de Luzech

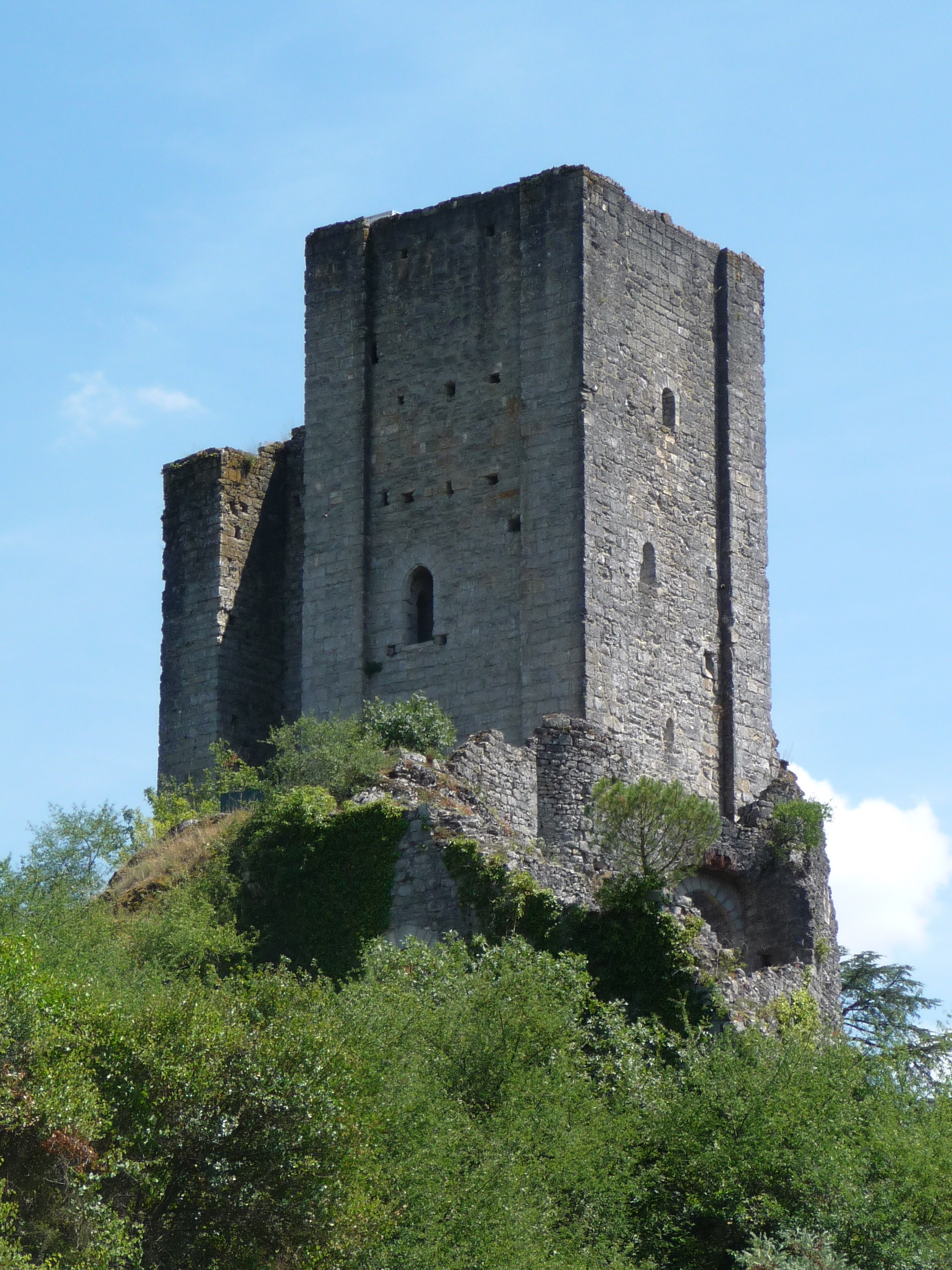
Torre do antigo castelo de Luzech

O Château de Luzech (também conhecido como Tour de Luzech ) é um castelo em ruínas na comuna de Luzech, no departamento de Lot, na França.
O castelo data do século XIII.
O castelo é propriedade da comuna. Está classificado desde 1905 como monumento histórico pelo Ministério da Cultura da França.